# Дирихлеова функција
Дирихлеова функција добила је назив по немачком математичару Јохану Дирихлеу. Немац Карл Тома ју је модификао у Томаову функцију.

## Дефиниција
Дирихлеова функција је функција реалне променљиве {\displaystyle D\colon \mathbb {R} \mapsto \{0,1\}} дефинисана као:
{\displaystyle D(x)={\begin{cases}1,&x\in \mathbb {Q} ,\\0,&x\in \mathbb {R} \backslash \mathbb {Q} ,\end{cases}}}
односно функција чији домен чине сви реални бројеви, а кодомен само бројеви 0 и 1. Ова функција је дефинисана тако да за све рационалне бројеве узима вредност 1, а за све ирационалне бројеве узима вредност 0.
Од саме Дирихлеове функције, интересантнија је (поготово графички) њена модификована верзија, која се назива Томаова функција. Овако предефинисана функција {\displaystyle D\colon \mathbb {R} \mapsto \mathbb {R} } гласи:
{\displaystyle D(x)={\begin{cases}{\frac {1}{x}},&x\in \mathbb {Q} ,\\0,&x\in \mathbb {R} \backslash \mathbb {Q} .\end{cases}}}

## Прекидност
Из Кошијевог критеријума конвергенције за функције, може се лако показати да током целог њеног домена постоје бројеви x и y такви да важи |x − y| < δ and |f(x) − f(y)| ≥ ε, односно функција је ненепрекидна, тј. прекидна је у свакој тачки свог домена.

## Периодичност
Дирихлеова функција је периодична, али нема основни период.